# هیبونیت
هیبونیت (انگلیسی: Hibonite) یک کانی با فرمول شیمیایی (Ca,Ce)(Al,Ti,Mg)
12O
19 است که در رنگ‌های مختلف، با درجه سختی ۷٫۵–۸٫۰ و ساختار بلوری شش ضلعی یافت می‌شود. این کانی بسیار کمیاب است، اما در سنگ‌های دگرگونی درجه بالا در ماداگاسکار یافت می‌شود.
برخی از مواد تشکیل دهنده شهاب سنگ‌های دارای مواد پیش خورشیدی از جنس هیبونیت می‌باشد. هیبونیت همچنین یک کانی رایج در کانی‌های غنی از کلسیم و آلومینیوم (Ca-Al) است که در برخی از شهاب‌سنگ‌های کندریتی یافت می‌شود. هیبونیت ارتباط نزدیکی با هیبونیت-آهن دارد (IMA 2009-027)، یک کانی دگرسانی از شهاب سنگ آلنده است ((Fe,Mg)Al
12O
19)''";). هیبونیت‌ها از اولین کانی‌هایی بودند که با سرد شدن صفحات گازی و غباری چرخان به دور خورشید جوان، تشکیل شدند.
هیبونیت، گوهری بسیار کمیابی است که در سال ۱۹۵۳ توسط پاول هیبون، یک کاوشگر فرانسوی، در ماداگاسکار کشف شد.

## رنگ
هیبونیت می‌تواند از نظر فام رنگ، از آبی روشن تا سبز، نارنجی و قهوه‌ای تیره و حتی تقریباً سیاه، متفاوت باشد. رنگ آن به درجه اکسیداسیون مربوط می‌شود؛ هیبونیت شهاب سنگی تمایل به آبی دارد.